# أندواين
أندواين (بالإسبانية: Andoáin) هي مدينة تقع في مقاطعة غيبوثكوا التابعة لمنطقة إقليم الباسك شمال إسبانيا.

## الديموغرافيا
يبلغ عدد سكان مدينة أندواين 14.555 نسمة عام 2023 (وفقاً للمعهد الوطني للإحصاء الإسباني).
| 14.540 | 14.249 | 13.966 | 13.993 | 14.215 | 14.679 | 14.689 | 14.555 |

## أعلام
- إسيدرو لانغارا
- بيدرو ماريا أرتولا